# Bộ Thông
Bộ Thông hay bộ Tùng bách (danh pháp khoa học: Pinales) là một bộ chứa tất cả các loài thông, bách, kim giao v.v còn tồn tại đến ngày nay thuộc về lớp duy nhất của ngành Thông (Pinophyta) là lớp Thông (Pinopsida). Bộ này trước kia còn được gọi là Coniferales.
Đặc trưng cơ bản để phân biệt bộ này là cấu trúc sinh sản gọi là nón. Tất cả các loài thực vật có quả nón, như tuyết tùng, thông, vân sam, linh sam, thông rụng lá, cự sam, hoàng đàn, tùng tháp hay thanh tùng v.v đều được gộp vào trong bộ này. Tuy nhiên, một số các thực vật quả nón đã hóa thạch lại không được xếp vào bộ này mà thuộc về các bộ phân biệt khác trong ngành Pinophyta (xem bài Ngành Thông).
Các loài thanh tùng trước đây được tách ra thành một bộ riêng chứa chính chúng là bộ Taxales, nhưng các chứng cứ phân tích bộ gen gần đây cho thấy họ Thanh tùng là đơn ngành với các loài thực vật quả nón hiện còn đang tồn tại khác và như thế không có lý do để tách riêng. Hiện nay, họ này được nhập chung vào bộ Pinales.

## Các họ
Các họ còn sinh tồn trong bộ Thông gồm:
- Araucariaceae, khoảng 41 loài
- Cephalotaxaceae, khoảng 20 loài
- Cupressaceae, khoảng 130-140 loài
- Pinaceae, khoảng 220-250 loài
- Podocarpaceae, khoảng 170-200 loài
- Sciadopityaceae, đơn loài
- Taxaceae, khoảng 12-30 loài

Tuyệt chủng
Các họ tuyệt chủng:
- Arctopityaceae† (tuyệt chủng)
- Cheirolepidiaceae† (tuyệt chủng)
- Palissyaceae† (tuyệt chủng)

## Hình ảnh

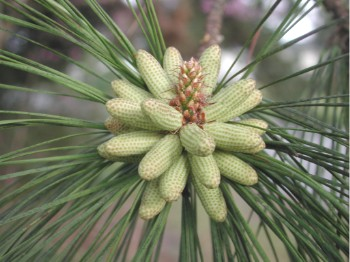
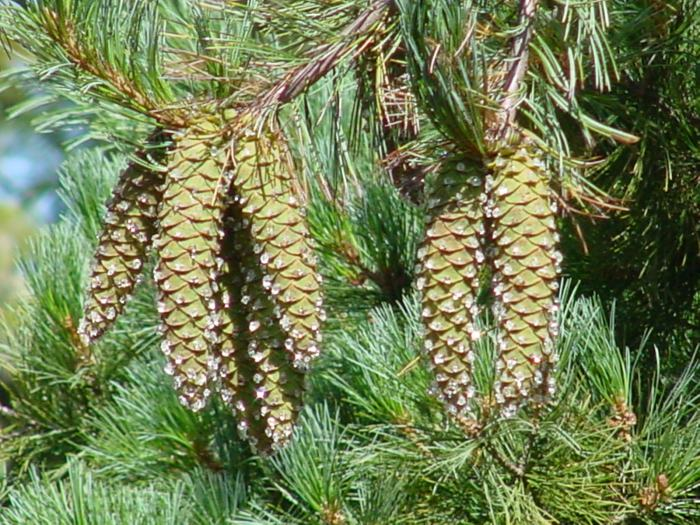
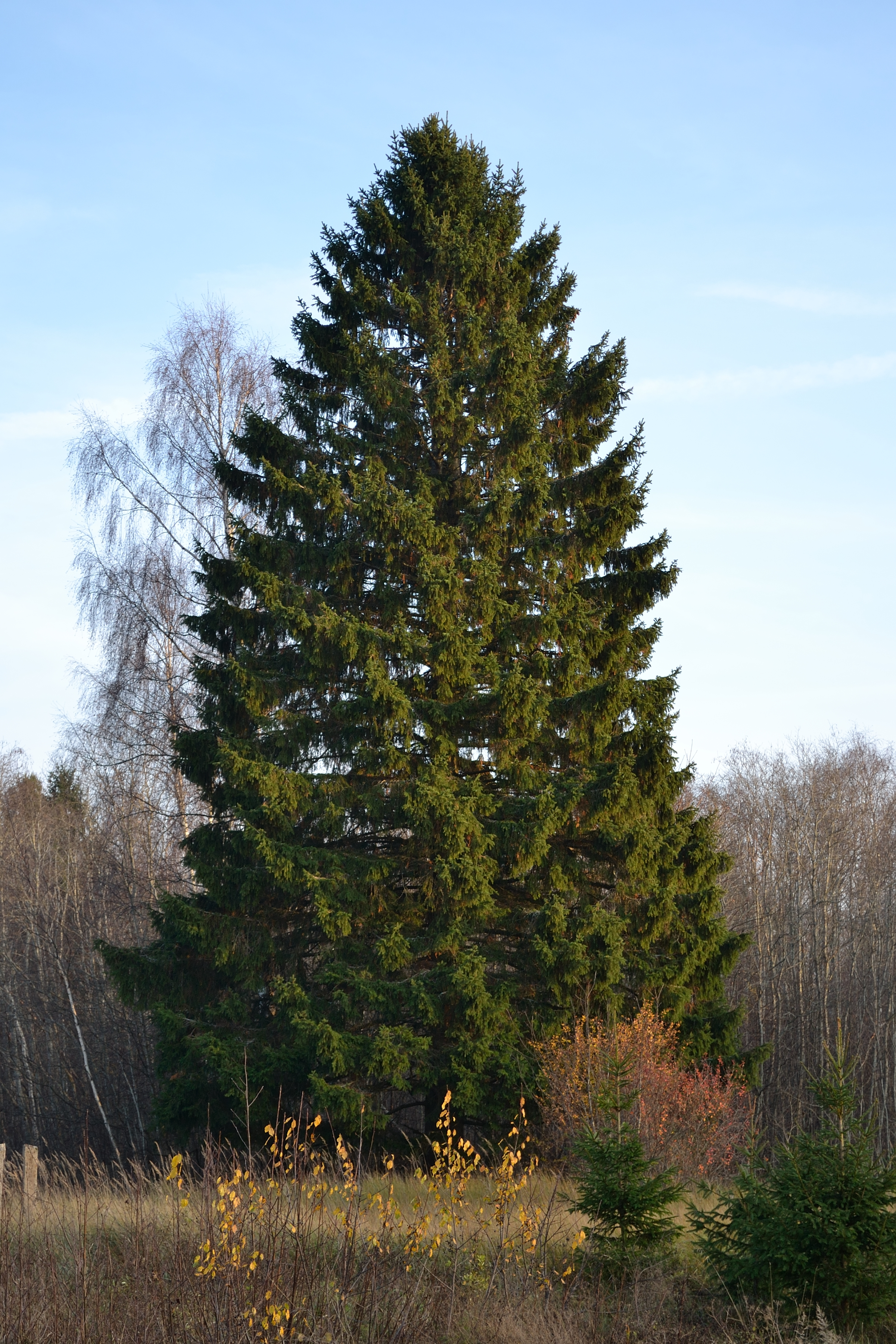